# Salvador Barata Feyo
Salvador Carvão da Silva de Eça Barata Feyo (Santo Adrião, Moçâmedes, África Ocidental Portuguesa, 5 de dezembro de 1899 – Lisboa, 31 de janeiro de 1990) foi um escultor e professor português.
Destaca-se como figura maior da segunda geração de escultores modernistas portugueses, sendo autor de uma obra vasta e diversificada com particular incidência na estatuária de caráter oficial, no retrato e na escultura de temática religiosa, na medalhística, no desenho. Teve importante ação pedagógica enquanto professor da Escola de Belas-Artes do Porto.

## Biografia

Primeiro Cânone, 1929

Filho de Júlio César Barata Feyo, Oficial do Exército, natural de Pinhel, cuja vida militar decorreu em grande parte no Ultramar, onde exerceu elevados cargos, e de sua mulher Josefina Alice da Silva Carvão, natural do Funchal, Salvador Barata Feyo nasceu em Moçâmedes, então situada na África Ocidental Portuguesa (Angola). Frequentou o Colégio Militar, depois o Liceu de Coimbra, completando os dois últimos anos do ensino secundário de novo em Lisboa. Formou-se em escultura na Escola de Belas-Artes de Lisboa (c. 1929) onde teve como professores: José Luís Monteiro, arquitetura; Ernesto Condeixa e Luciano Freire, desenho; Columbano Bordalo Pinheiro, pintura; Simões de Almeida (Sobrinho), escultura; etc. Em 1933 fez uma permanência em Itália (Nápoles, Roma, Florença) como bolseiro do Instituto de Alta Cultura.
A 2 de julho de 1930, casou primeira vez civilmente, em Lisboa, com Maria Manuela Ferraz da Silva Carvão dos Santos (Lapa, Lisboa, c. 1909 – 6 de julho de 1930), doméstica, filha do oficial do Exército Egídio Melquíades Nepomuceno dos Santos, natural de Lisboa (freguesia de Alcântara), e de Manuela Benvinda Carvão dos Santos, doméstica, doméstica, natural do Funchal (freguesia de Santa Maria Maior). Foram padrinhos de casamento os pintores Mário Eloy, Jorge Barradas, Lino António e José Tagarro, o escultor Diogo de Macedo e o escritor Manuel Mendes. Maria Manuela casou in articulo mortis e morreu quatro dias após o casamento, vítima de tuberculose pulmonar.
A 24 de fevereiro de 1932, casou segunda vez civilmente, em Lisboa, com Rita Guiot de Azevedo Basto (Lapa, Lisboa, c. 1897 – 8 de agosto de 1969), doméstica, filha de Rafael Eduardo de Azevedo Basto, conservador da Torre do Tombo, natural de Lisboa (freguesia das Mercês), e de Fernandina de Guiot Corrêa, doméstica, natural do Funchal.
Participou em diversos Salões da SNBA (premiado com a Segunda Medalha, 1930) e do S.P.N./S.N.I. (Prémio Mestre Manuel Pereira, 1945 e 1951). Participou em muitas outras mostras coletivas, entre as quais: I e II Salão dos Independentes, SNBA, Lisboa, 1930 e 1931; Feira Mundial de Nova Iorque, 1939; Exposição do Mundo Português, Lisboa, 1940; XXV Bienal de Veneza, 1950; II Bienal de S. Paulo, São Paulo, 1953; I Exposição de Artes Plásticas da Fundação Calouste Gulbenkian, Lisboa, 1957 (Grande Prémio de Escultura); Exposition Universelle et Internationale de Bruxelles, Bruxelas, 1958; Art Portugais, Paris, 1968; etc. Em 1963 expôs na Sociedade Nacional de Belas Artes com Almada Negreiros, António Soares e Jorge Barradas.
Venceu o 3.º concurso para o monumento ao Infante D. Henrique, Sagres, em associação com o arquiteto João Andresen; a obra não se concretizou e a escultura de Barata Feyo, numa escala menos ambiciosa do que o previsto no projeto, foi exposta no Pavilhão Português da Feira de Bruxelas (1958), sendo posteriormente instalada na Praça Portugal (Brasília). Barata Feyo foi agraciado com o grau de Oficial da Ordem Militar de Sant'Iago da Espada a 28 de Julho de 1933 e o Prémio Nacional de Artes em 1960.. 
Expôs individualmente na Galeria Buchholz, Lisboa (1944) e no Museu de Viana do Castelo (1956). Também a 1ª Exposição Magna da Escola Superior de Belas-Artes do Porto (apresentada nas instalações da escola em outubro de 1952), seria, embora sem essa denominação, uma exposição individual de Barata Feyo. E em 1981 essa mesma instituição organizou uma exposição retrospetiva da sua obra. Entre as suas publicações podem destacar-se: A Escultura de Alcobaça (Ed. Ática, 1945) e José Tagarro (Ed. Ática, 1960). Publicou também prefácios de catálogos de exposições (Carlos Botelho, 1954; António Carneiro, 1952 e 1958; etc.) e artigos no jornal O Comércio do Porto (O pintor Manuel Bentes; Diogo de Macedo; Rembrandt, etc.).
Foi professor da Escola de Belas Artes do Porto (1949-1972) e subdiretor dessa mesma instituição (1958-…). Foi diretor do Museu Nacional de Soares dos Reis (1950-1960) onde investiu na atualização das coleções de pintura e escultura. Tem obra de estatuária em diversas localidades de Portugal, em Brasília, na Cidade do Cabo; está representado em numerosas coleções, públicas e privadas, entre as quais: Museu do Chiado; Centro de Arte Moderna José de Azeredo Perdigão, Fundação Calouste Gulbenkian; Museu Nacional de Soares dos Reis. O Museu Barata Feyo, no Centro de Artes das Caldas da Rainha, acolhe um importante acervo de obras de obras de sua autoria.

## Obra

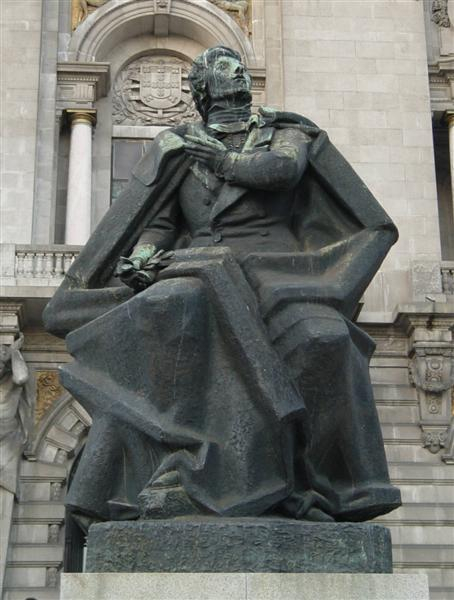
Monumento Almeida Garrett, 1951

A escultura Primeiro Cânone, 1929, hoje desaparecida, é a sua primeira obra de relevo realizada autonomamente. Barata Feyo apresenta-nos um homem ereto e forte, "dum realismo simbólico, algo expressionista e rodinesco", que apresentaria com sucesso no Salão da Sociedade Nacional de Belas Artes desse ano. "Foi a minha primeira obra sem finalidade escolar", diria o escultor em 1981. "Queria que fosse um começo. Foi-o, com efeito, como primeira obra. Foi-o também como reação contra o cânone académico estabelecido. Primeira também de outro modo. Porque quis exprimir, simbolicamente, a origem do homem. Do homem como espécie, os primeiros passos desses longuíssimos levantar e despertar de que a história procura ser a memória, e do homem como ser, do indivíduo e do seu esforço para se levantar e verticalizar.".  
"Manifestando uma fase ainda intensa de indagação e pesquisa, característica de um período de formação atento a valores de modernidade", Busto de José Tagarro, 1930, prolonga de algum modo a direção formal de Primeiro Cânone; o retrato do pintor seria exposto no I Salão dos Independentes desse mesmo ano, integrando-se bem no espírito renovador então pretendido, nomeadamente pela adesão a uma estética expressionista que diluía os traços fisionómicos e afirmava a plasticidade do suporte.
Barata Feyo vai estar atento à caracterização de cada figura representada, com especial enfase na sua dimensão psicológica, refletindo o conhecimento íntimo dos retratados (como acontece nos retratos dos que lhe estão próximos) ou o estudo de testemunhos e outros elementos documentais. "Dado o número de obras que fiz representando vultos destacados da nossa história, e com particular relevo de homens de letras, foi esse um método que tive que utilizar bastante", afirmaria o escultor em 1981.
Essa atenção está presente de modo muito claro na série de escritores (Alexandre Herculano, 1945; Almeida Garrett, 1945; Antero de Quental, 1946; Monumento Almeida Garrett, 1951), onde retrata os modelos buscando uma iconografia apropriada a cada caso. "A inspiração romântica de Garrett [na obra de 1945] esvoaça-lhe a longa capa, que se cola angustiadamente ao corpo de Antero, e o capote de Herculano é toda a severidade do homem". Se este formulário de panos que envolvem os corpos é uma constante na sua geração, "em nenhum outro colega seu eles atingem, em linguagem plástica, um tal poder expressivo ao nível dos significantes". A estátua de Bartolomeu Dias na Cidade do Cabo faz idêntica opção estética, "e o movimento estilizado da roupagem enfunada e duramente contrastada é movimento do próprio corpo". Os condicionalismos do contexto histórico e cultural em que trabalha irão levá-lo, por vezes, a soluções aquém das suas possibilidades reais, revelando marcas de uma formação tradicional "que só a inteligência formal do artista resolve em bem, caso a caso, na medida em que lhe é esteticamente e nacionalmente possível". Em qualquer caso, Barata Feyo "confirma o primeiro lugar de escultor da segunda geração – lugar que a sua ação de professor da Escola de Belas-Artes do Porto, de 49 a 72, acrescenta com positivo reflexo na geração que dessa escola saiu, nos anos 50-60".

## Algumas obras
- Primeiro Cânone, 1929,altura 240 cm; paradeiro desconhecido.
- Busto de José Tagarro, 1930, bronze, 330 x 200 x 250 cm; col. Museu do Chiado, Lisboa (exposto no I Salão dos Independentes, 1930).
- Busto de Sarah Afonso, c. 1930 (exposto no I Salão dos Independentes, 1930).
- Valor, Lealdade e Mérito, do Monumento ao Colégio Militar, 1932; Colégio Militar, Largo da Luz, Lisboa.
- Rapariga da Nazaré, c. 1935-40, barro cozido, 530 x 500 x 300 cm; col. Museu do Chiado, Lisboa.
- Cristo na Cruz; Igreja de Nossa Senhora do Rosário de Fátima, Lisboa (inaugurada em 1938).
- Imaculada, barro cozido, policromada, altura 180 cm; Caia (exposta na I Exposição de Artes Plásticas da Fundação Calouste Gulbenkian).[6]
- Raça, 1939 (exposto na Feira Mundial de Nova Iorque, 1939).
- D. João I, c. 1940 (exposto na Exposição do Mundo Português, Lisboa, 1940).
- Mulher da Nazaré, 1943, pedra; Armazéns Frigoríficos de Alcântara / Museu do Oriente
- Pescador, pedra; Armazéns Frigoríficos de Alcântara / Museu do Oriente
- Alexandre Herculano, 1945; Avenida da Liberdade, Lisboa (inaugurada em 27 de maio de 1950).

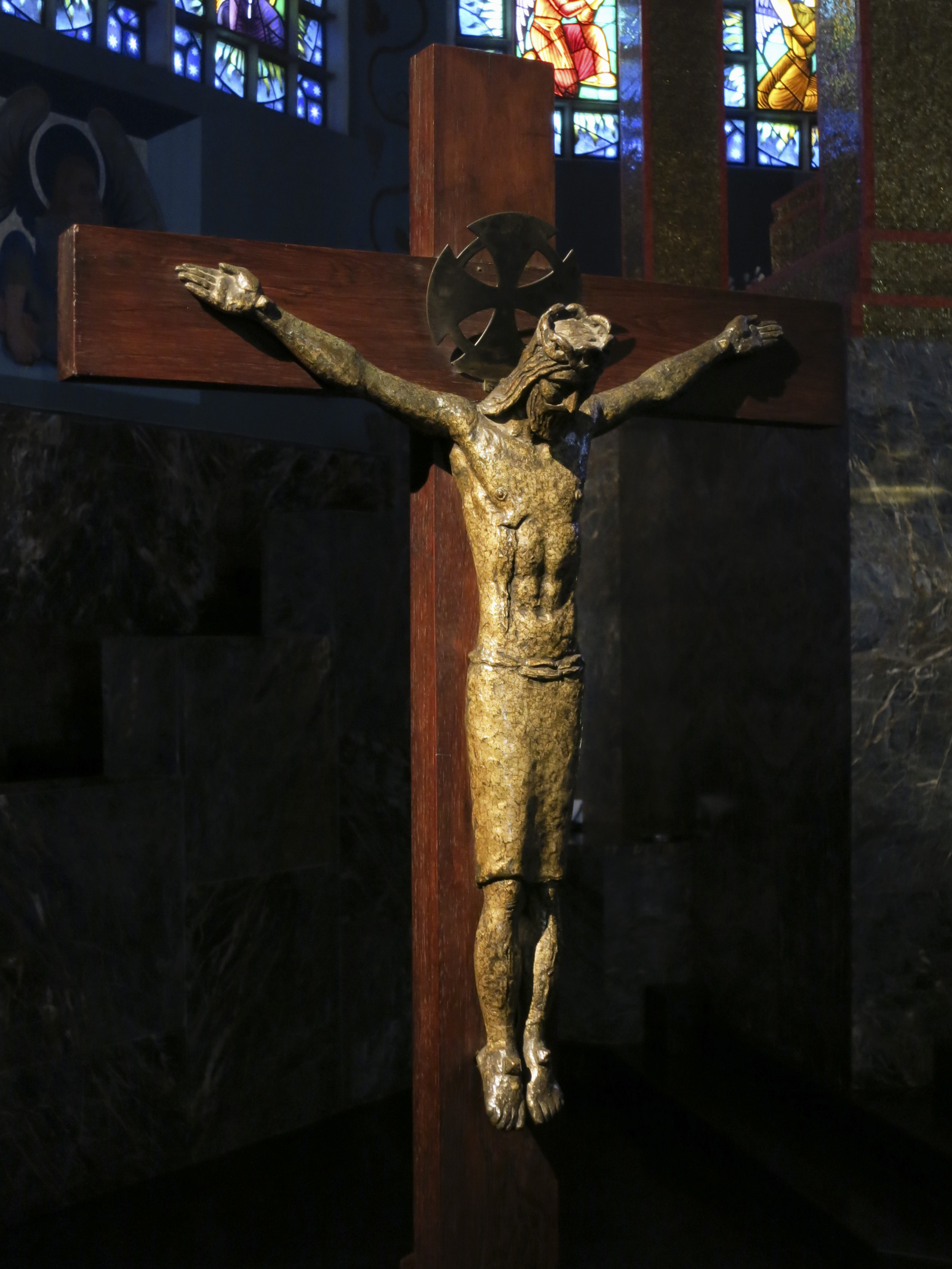
Cristo na Cruz, Igreja de Nossa Senhora do Rosário de Fátima
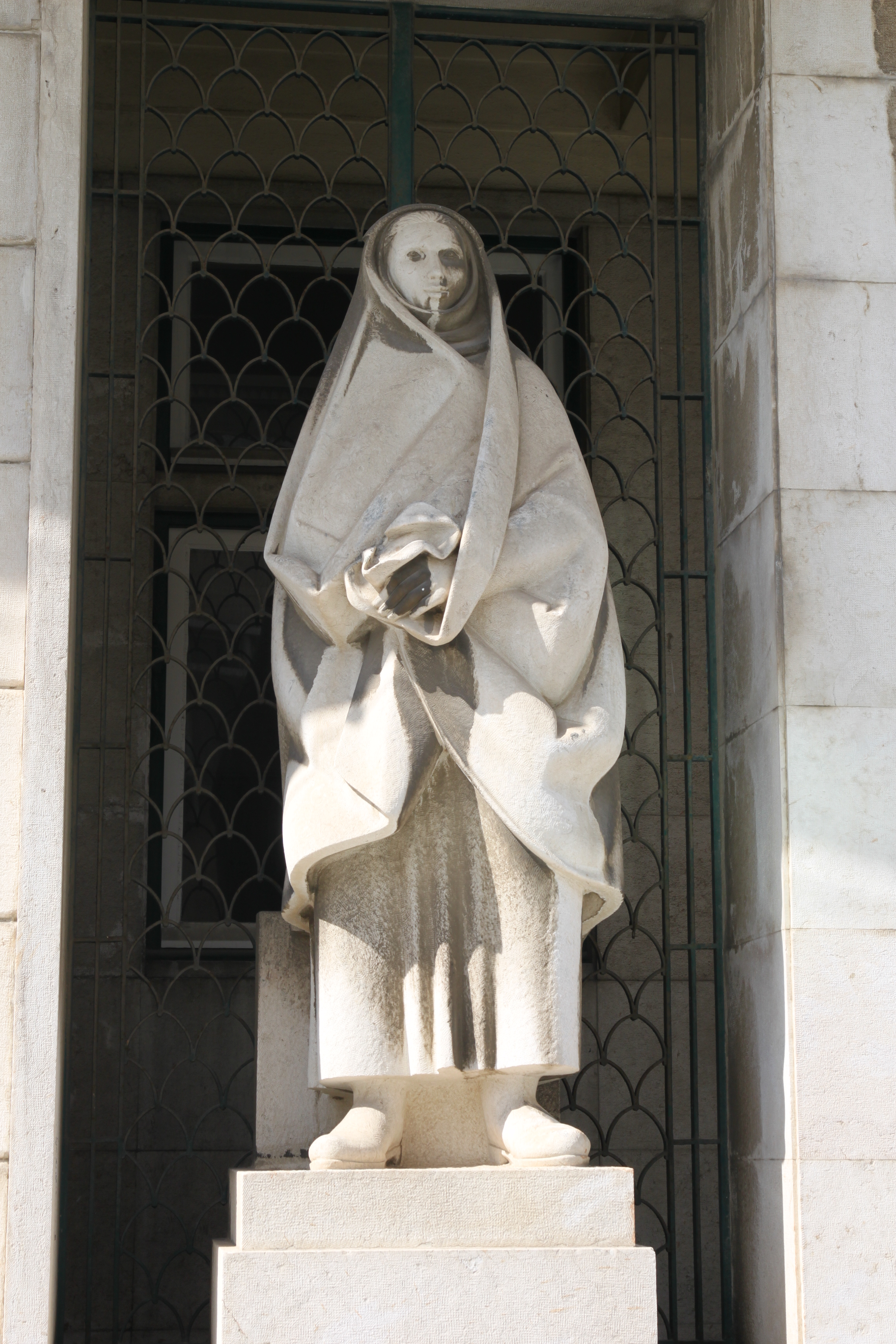
Mulher da Nazaré, 1943
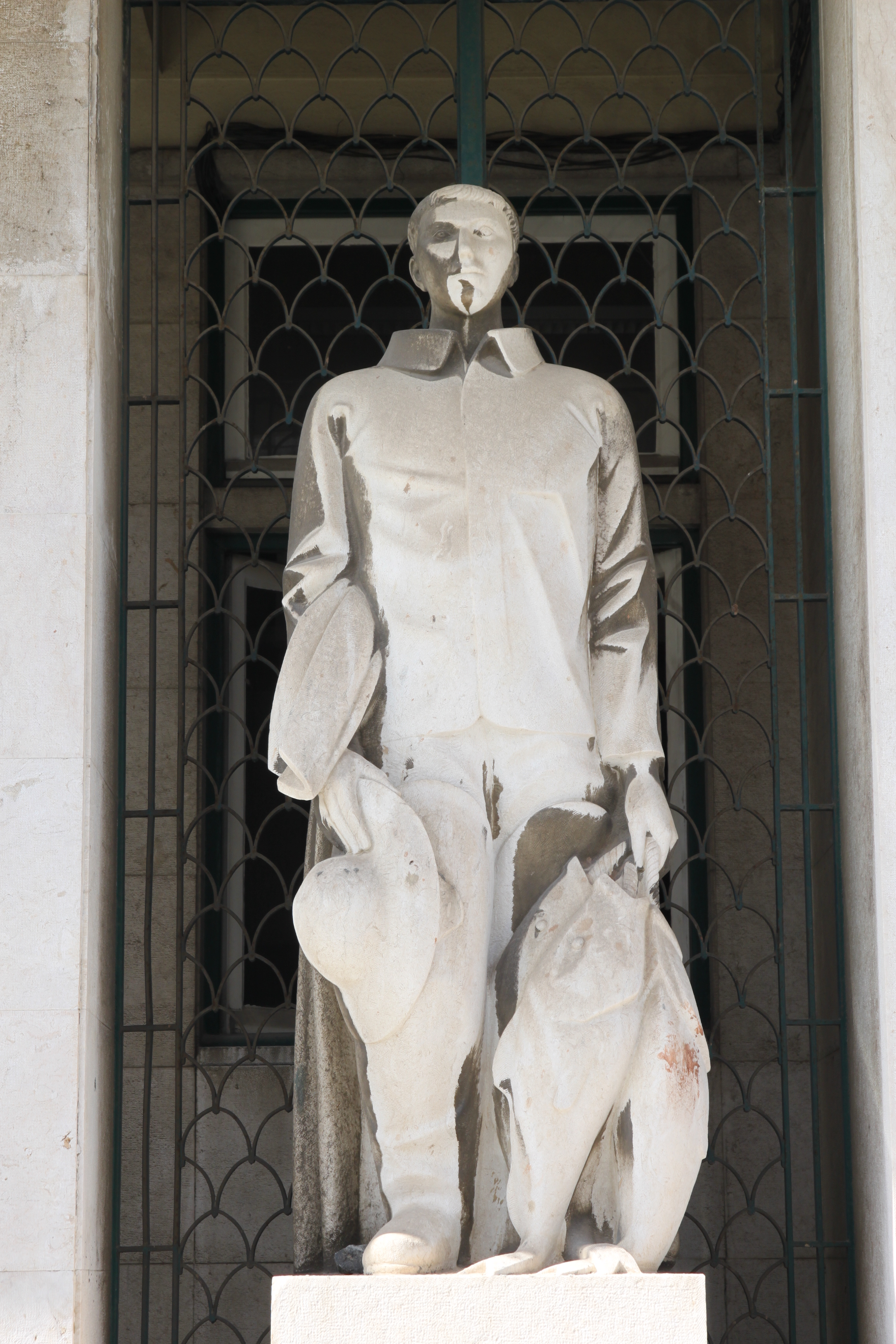
Pescador
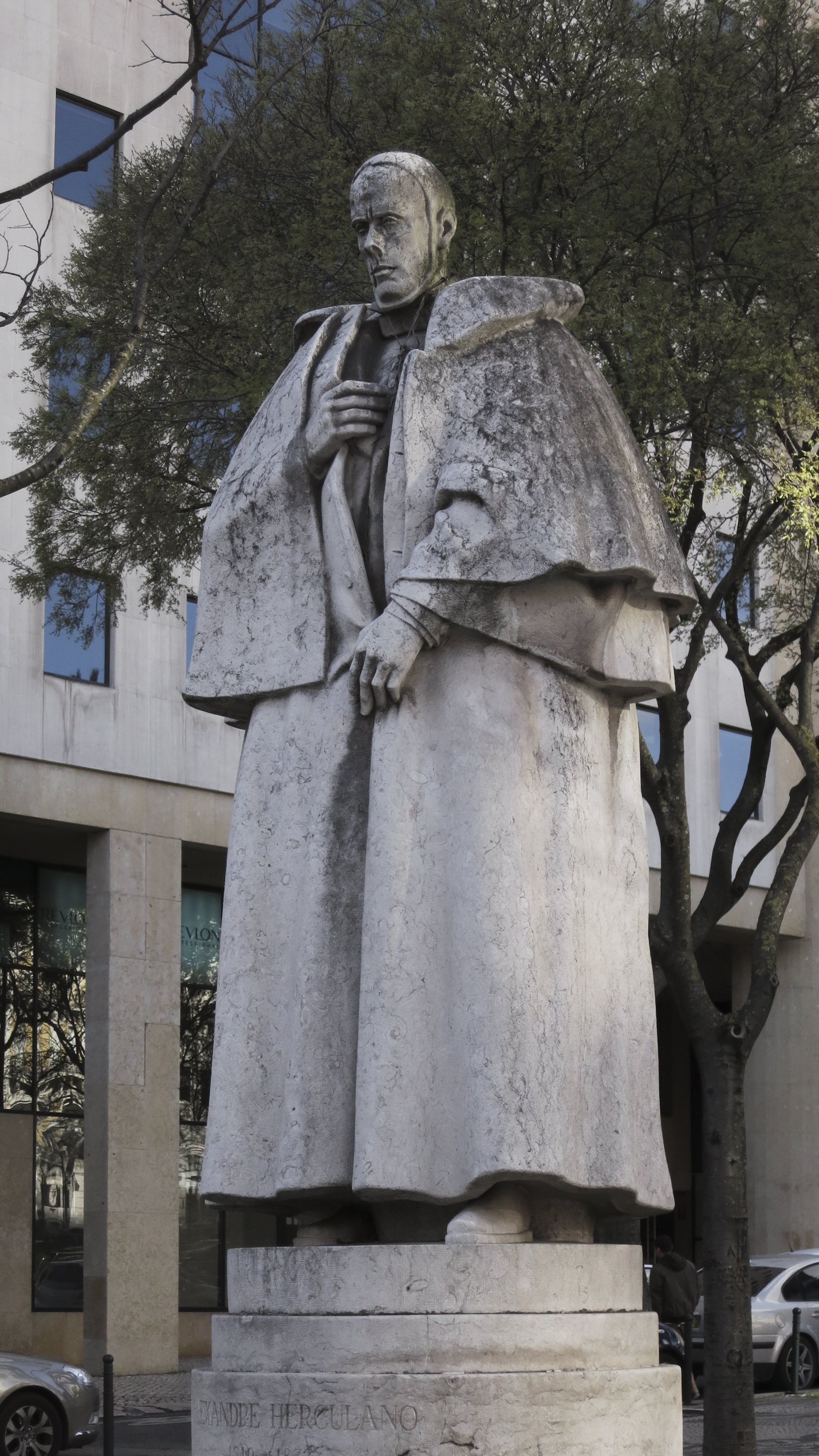
Alexandre Herculano, 1945
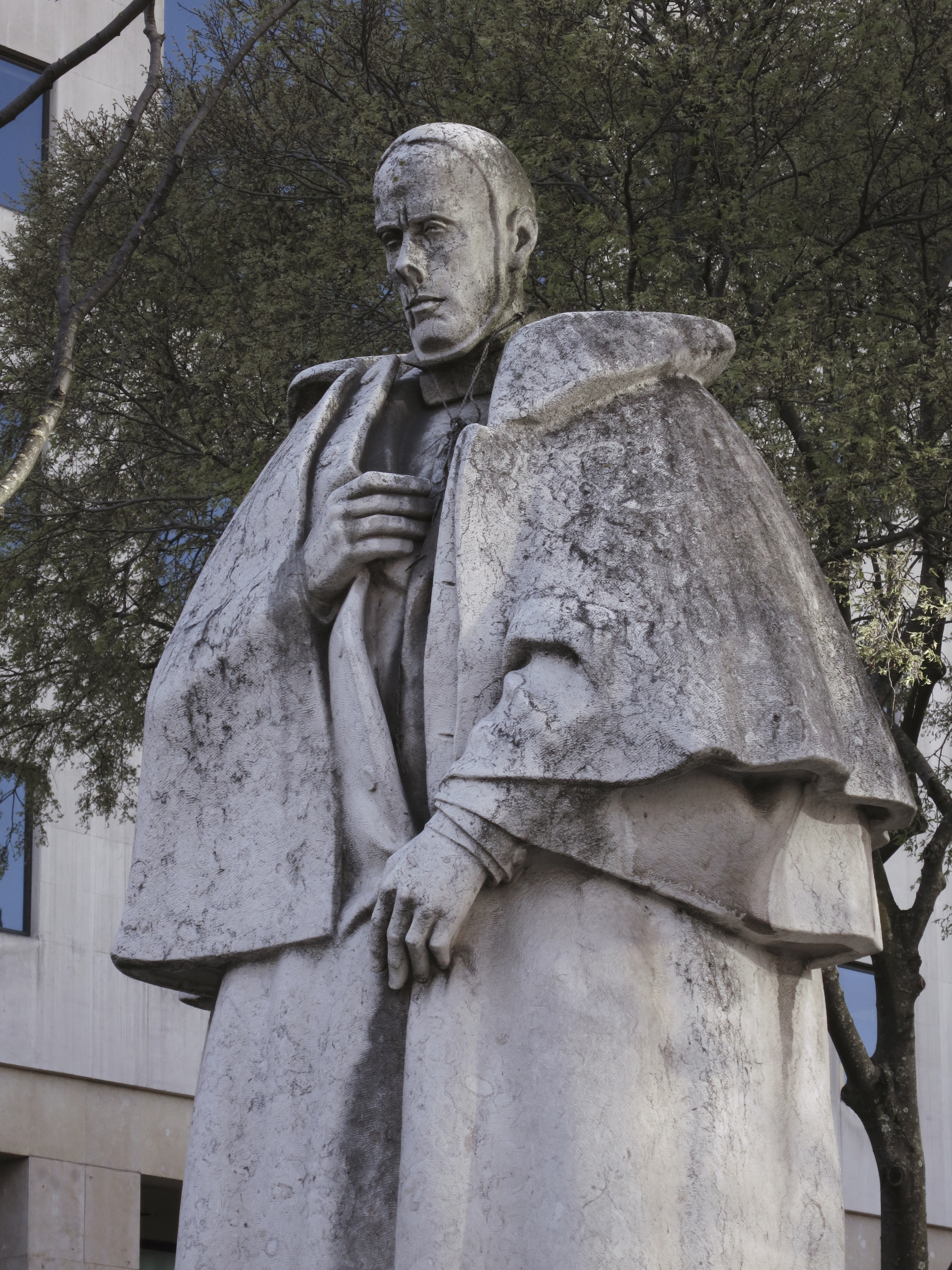
Alexandre Herculano, 1945
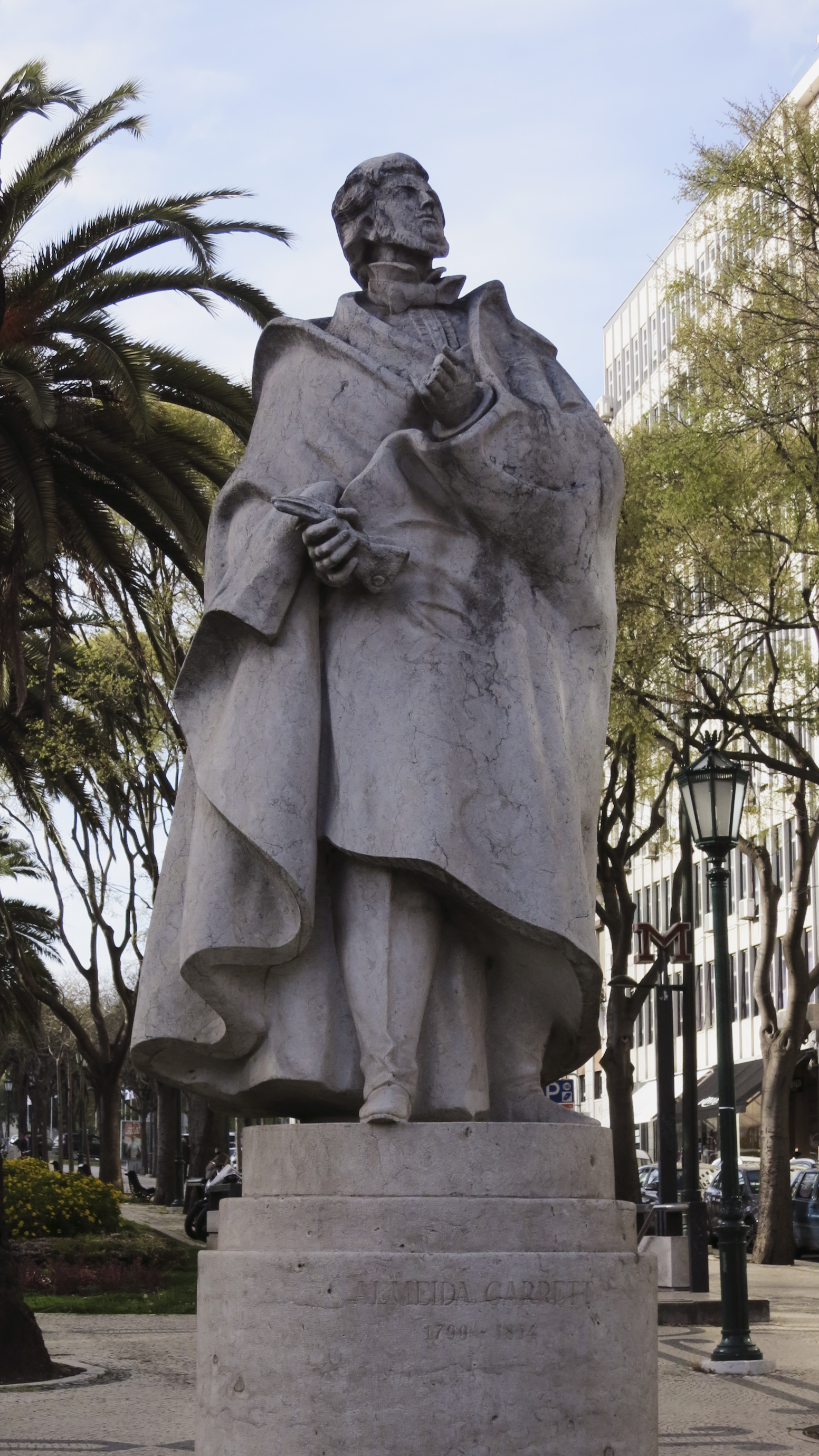
Almeida Garrett, 1945
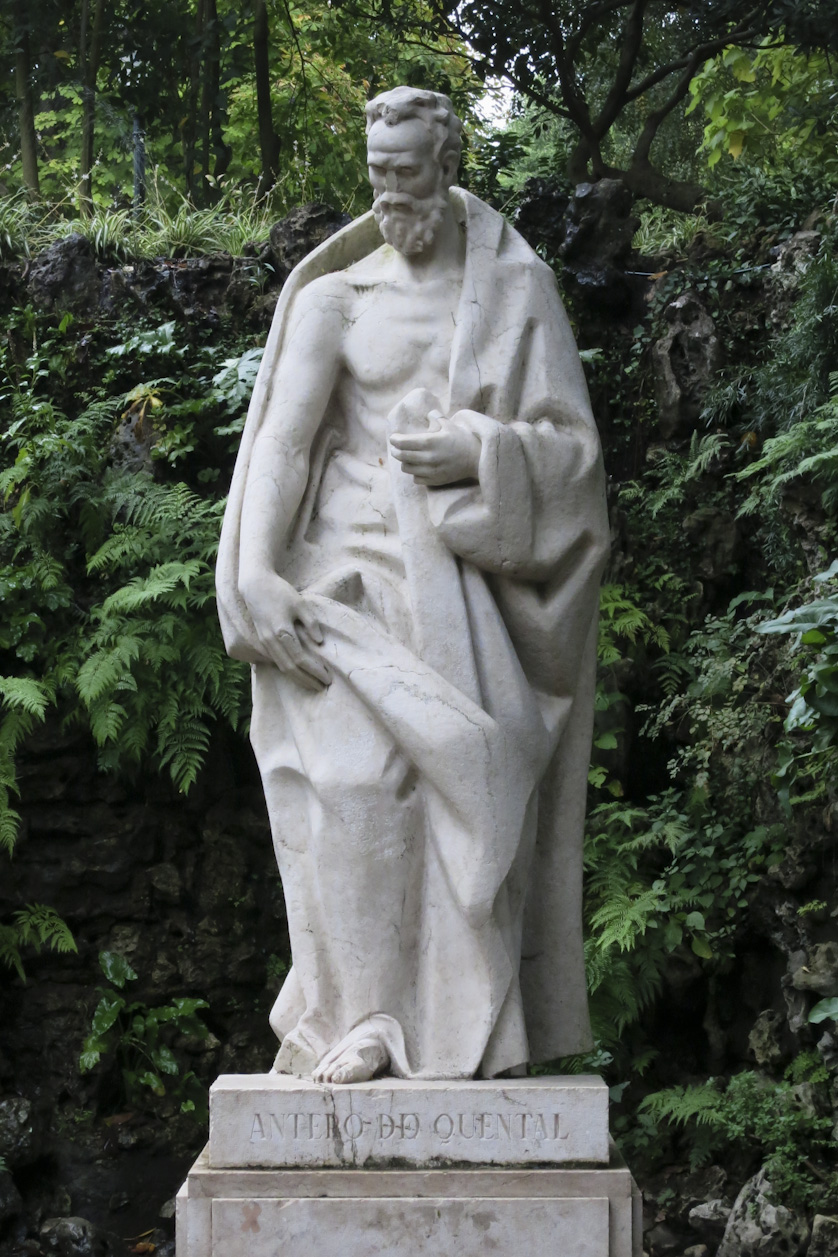
Antero de Quental, 1946

- Almeida Garrett, 1945, mármore; Avenida da Liberdade, Lisboa (inaugurada em 27 de maio de 1950).
- Antero de Quental, 1946; Jardim da Estrela, Lisboa.
- Pescador, 1948; jardim da Faculdade de Belas Artes do Porto, freguesia do Bonfim, Porto.
- Rosalía de Castro, 1951; Praça da Galiza, Massarelos, Porto (inaugurada em Setembro de 1954).
- Demóstenes (Eloquência); Aristóteles (Filosofia); Tucídides (História); Safo (Poesia), 1951; Faculdade de Letras da Universidade de Coimbra, Coimbra.
- Monumento Almeida Garrett, 1951; Praça Humberto Delgado, Santo Ildefonso, Porto (inaugurado em 1954).
- Estátua de Bartolomeu Dias, 1952; Cidade do Cabo.
- Estátua de Francisco Sanches, 1954; Braga.
- Monumento ao Infante D. Henrique, 1956, bronze; Praça Portugal, Brasília, Brasil.
- Flora, 1960, pedra; Tavira.
- Estátua equestre de D. João VI, 1966, bronze; Praça XV de Novembro, Rio de Janeiro e Praça de Gonçalves Zarco, Porto.
- Estátua equestre de Vímara Peres, 1968; junto à Sé do Porto.

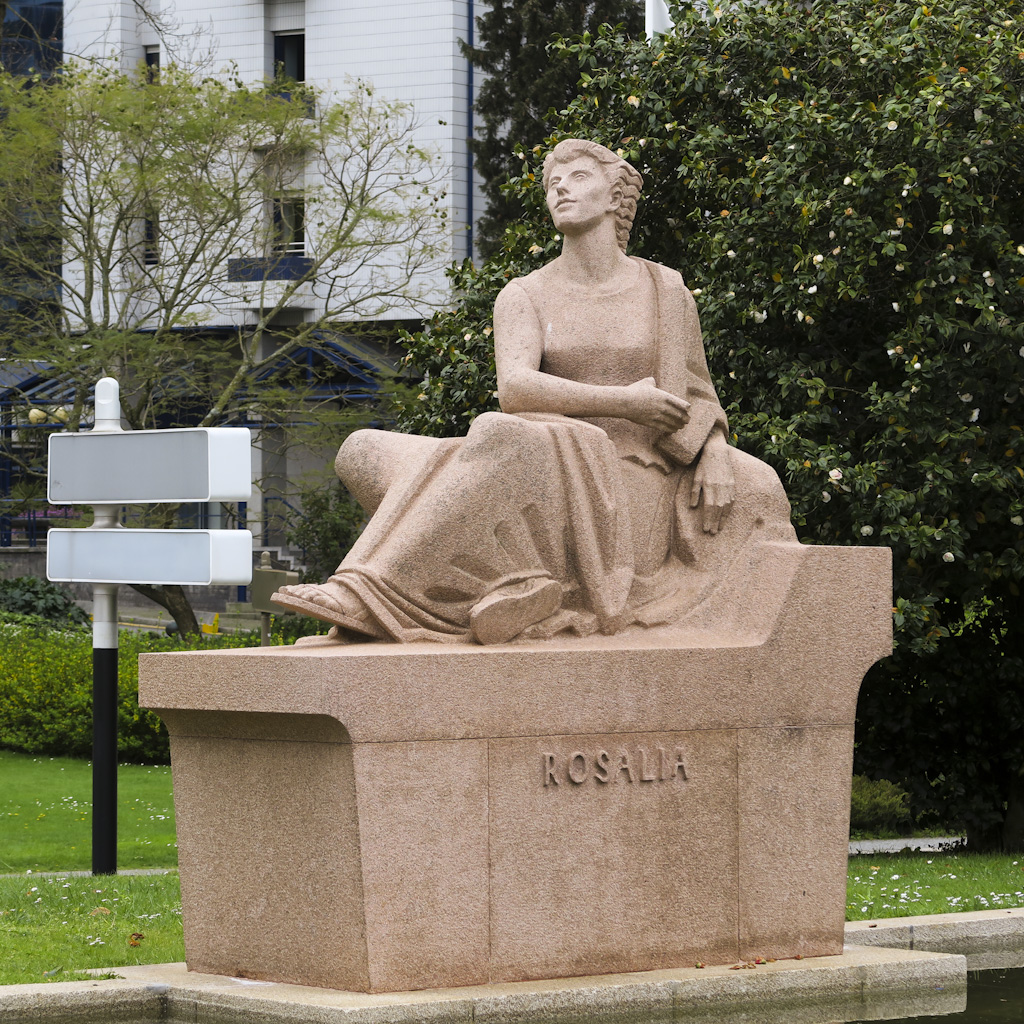
Rosalía de Castro, 1951
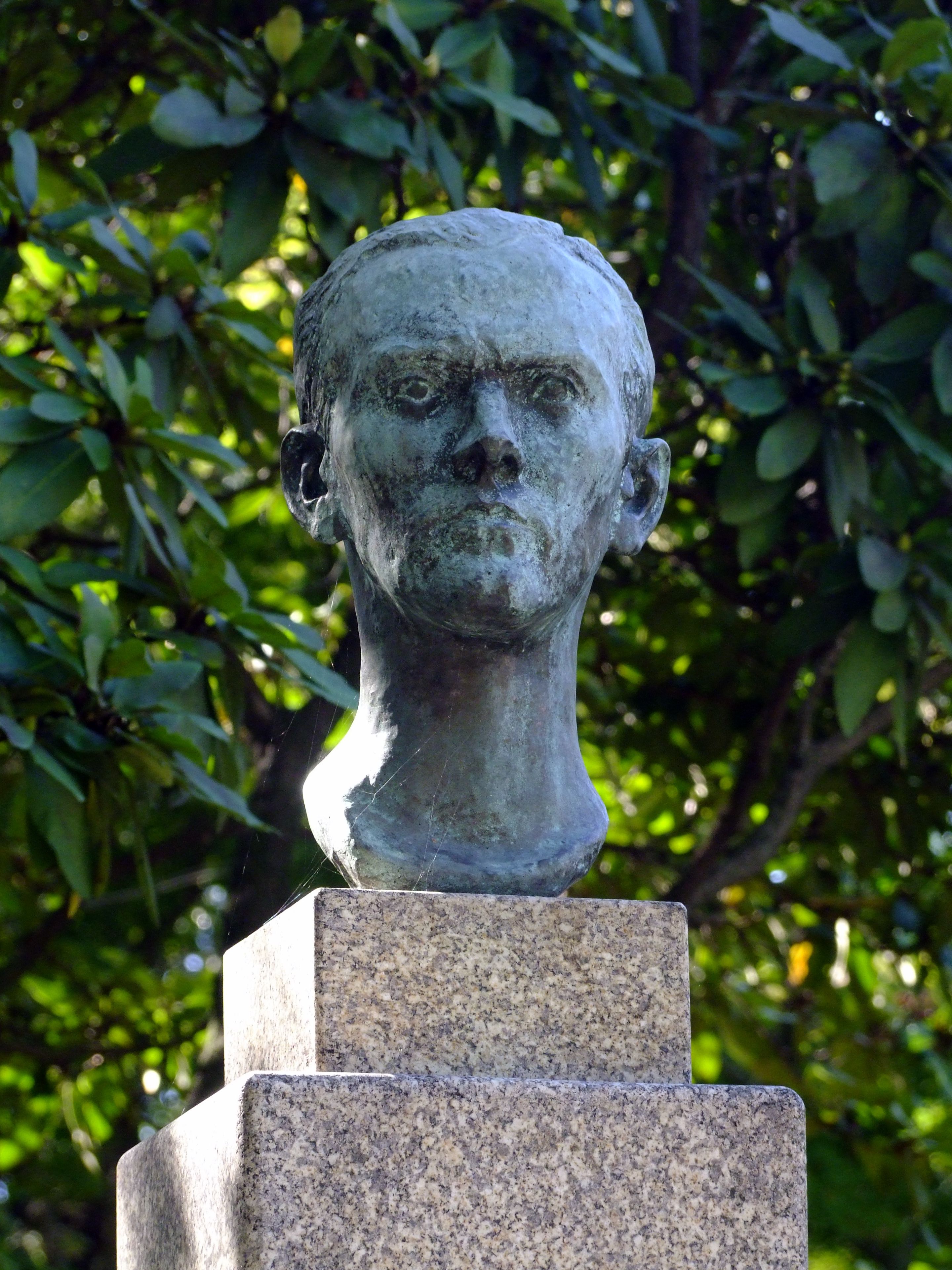
Busto de Ruben A.
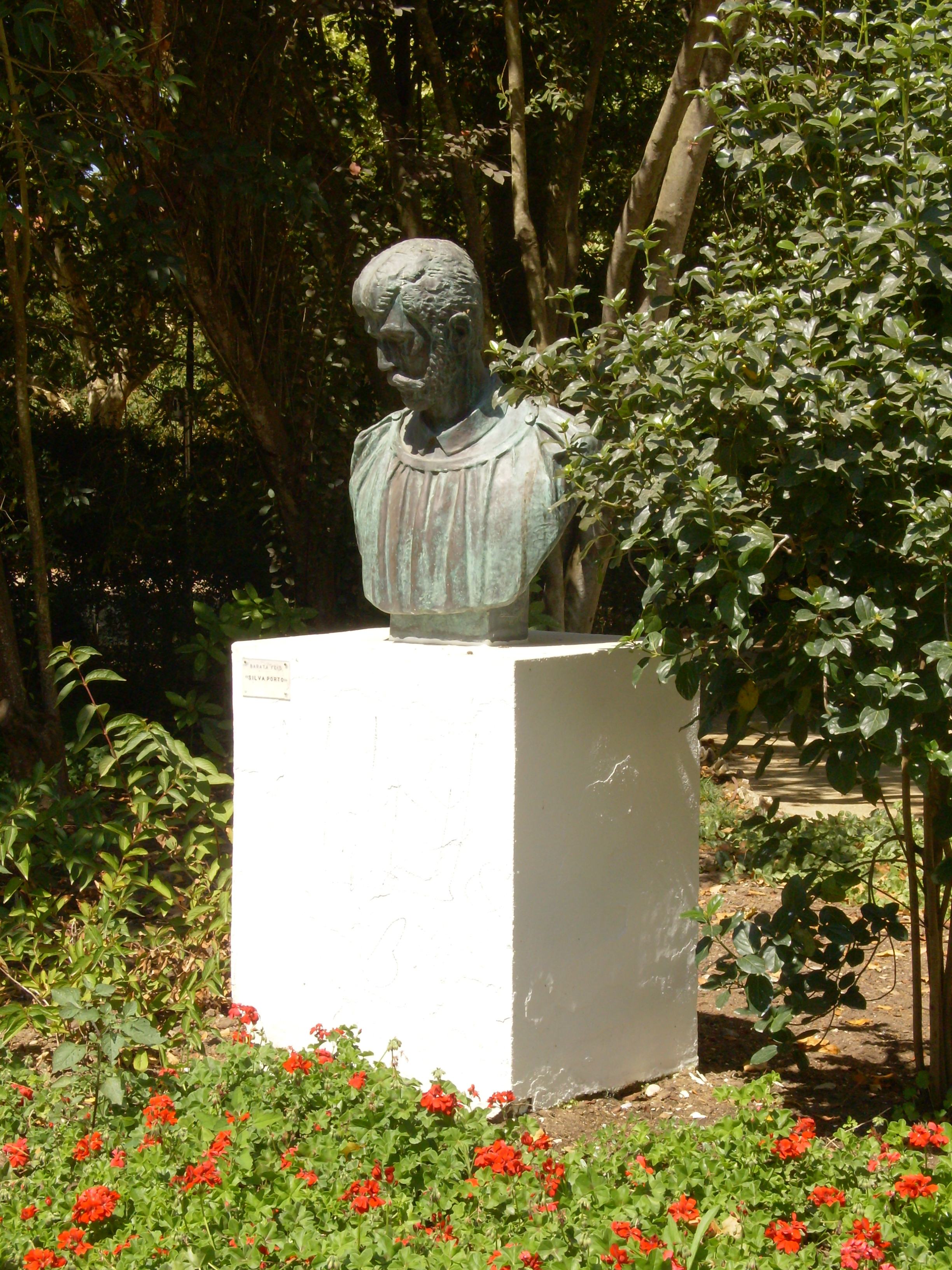
Busto de Silva Porto, 1950
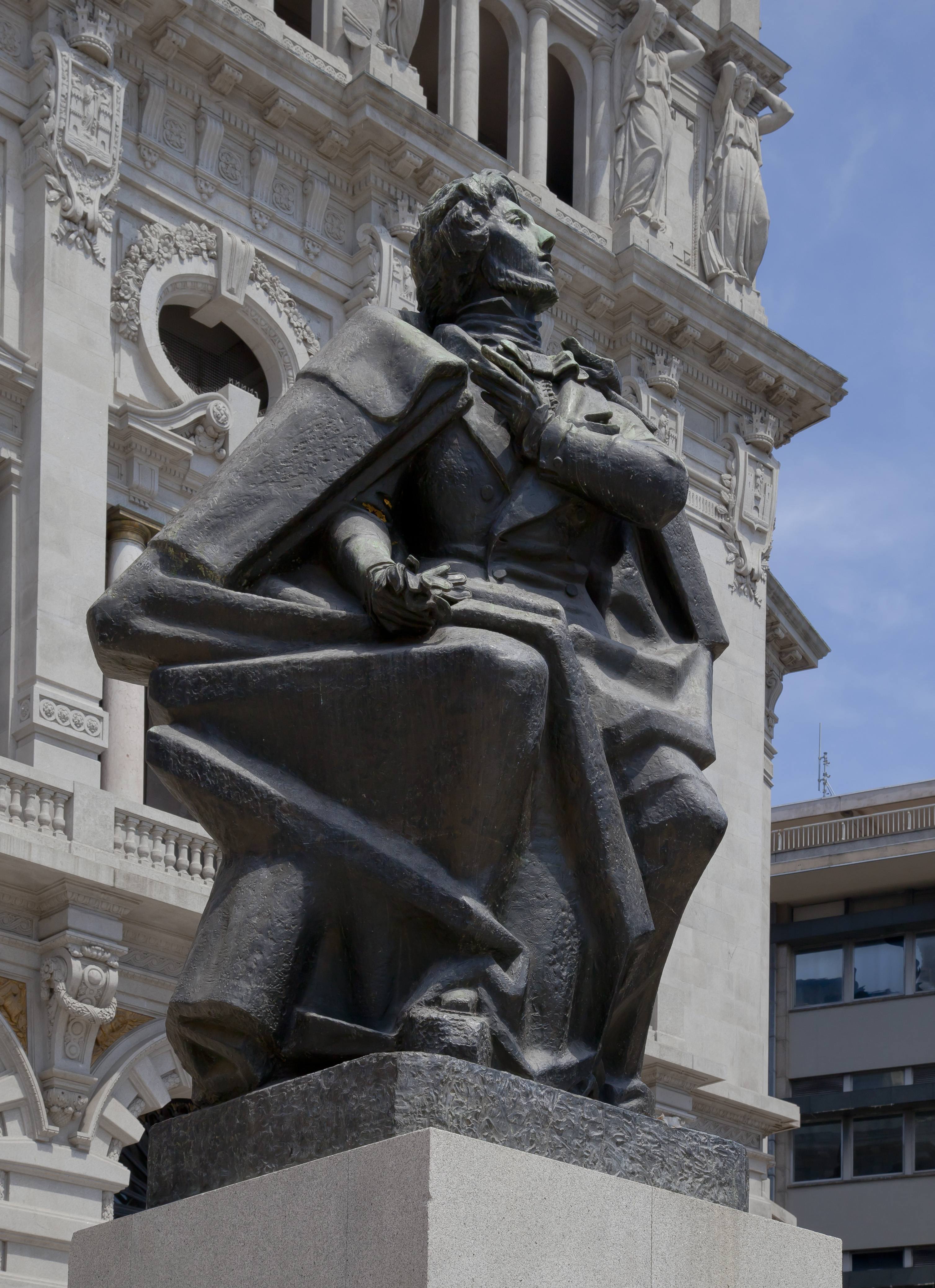
Monumento Almeida Garrett, 1951
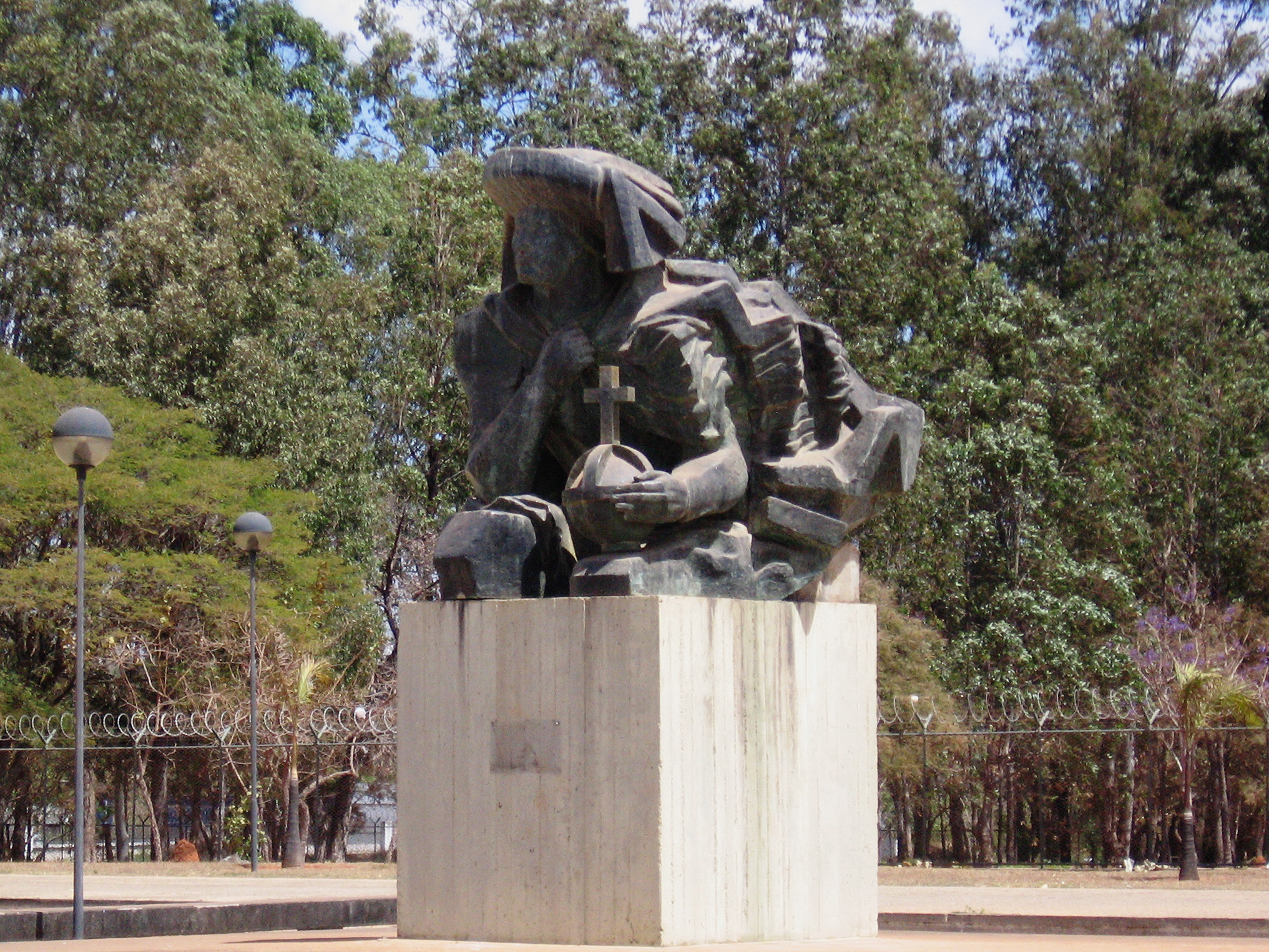
Monumento ao Infante D. Henrique, 1956

### E ainda
- Busto de Silva Porto, 1950; Jardim de S. Lázaro, Bonfim, Porto.
- Busto de Carlos Ramos, 1955; Faculdade de Arquitetura do Porto, Massarelos, Porto (inaugurada em 1985).
- As Fontes do Direito, 1960, esculturas de fachada em granito; Palácio da Justiça, Miragaia, Porto (inauguradas em 1961).
- Doutrina, 1960, granito; Jardim da Faculdade de Belas-Artes, Bonfim, Porto (inaugurada em 1961).
- Esculturas ornamentais nos pilares da Ponte da Arrábida, Porto - Vila Nova de Gaia, 1963, bronze. Escultura realizada conjuntamente com Gustavo Bastos.
- Escultura de "S. João de Brito", 1966, madeira policromada; Igreja de Nossa Senhora de Fátima, Cedofeita, Porto.
- Busto de José Moreira da Silva, 1971; Largo (Praceta) Moreira da Silva, freguesia de Santo Ildefonso, Porto.
- Estátua do Eng. António de Almeida, 1979; Jardins da Fundação Eng.º António de Almeida, Porto.
- Estátua do Jurisconsulto João Mendes, s/d; jardim da Faculdade de Belas-Artes do Porto, Bonfim, Porto.
- Busto de Ruben A.; Jardim Botânico, Lordelo do Ouro, Porto.
- O Cristo Magrinho ou Cristo da FNAT, na capela do Barrocal do Douro, Barragem de Picote, em madeira (o Moderno Escondido).
- Vizela Romana, Jardim Manuel Faria, Vizela

Vizela Romana
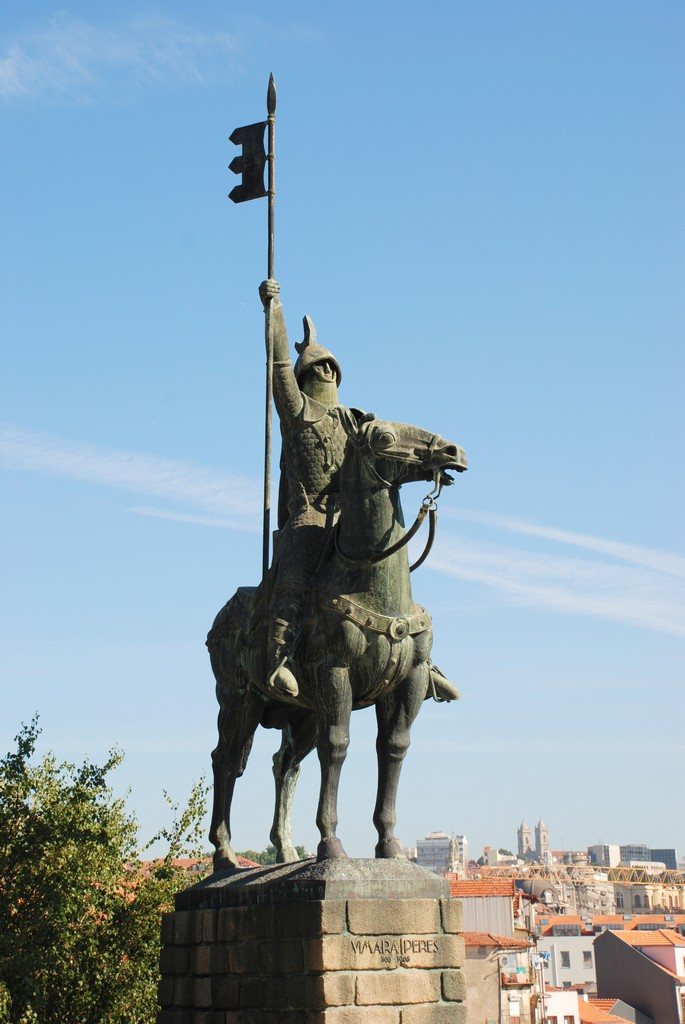
Ficheiro:Dominate_the_city_(7844348264).jpgEstátua equestre de Vímara Peres, 1968
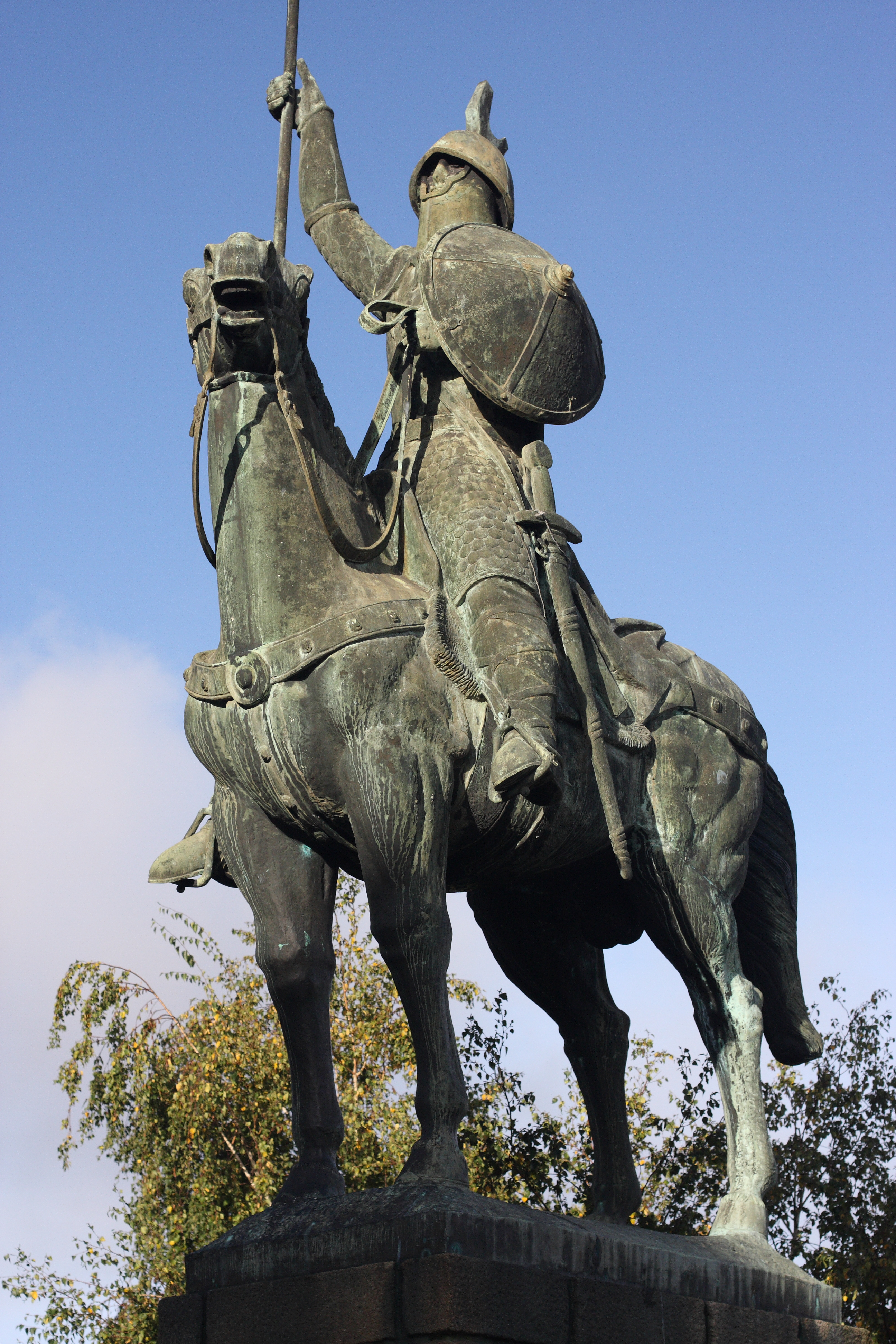
Ficheiro:Porto,_Portugal_(10552325653).jpgEstátua equestre de Vímara Peres, 1968
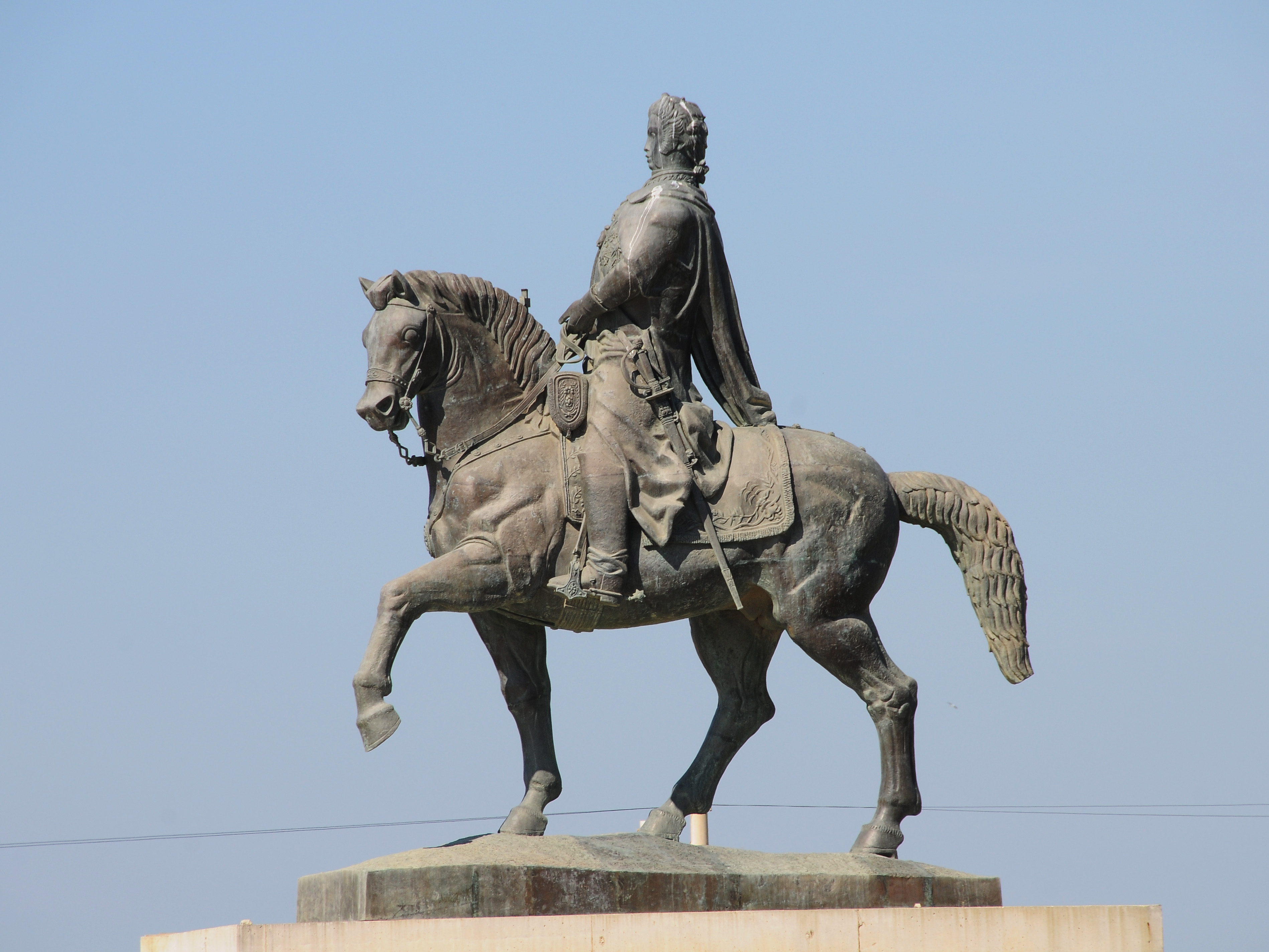
Ficheiro:D_Joao_VI_Escultor_Barata_Feyo.jpgEstátua equestre de João VI, 1966
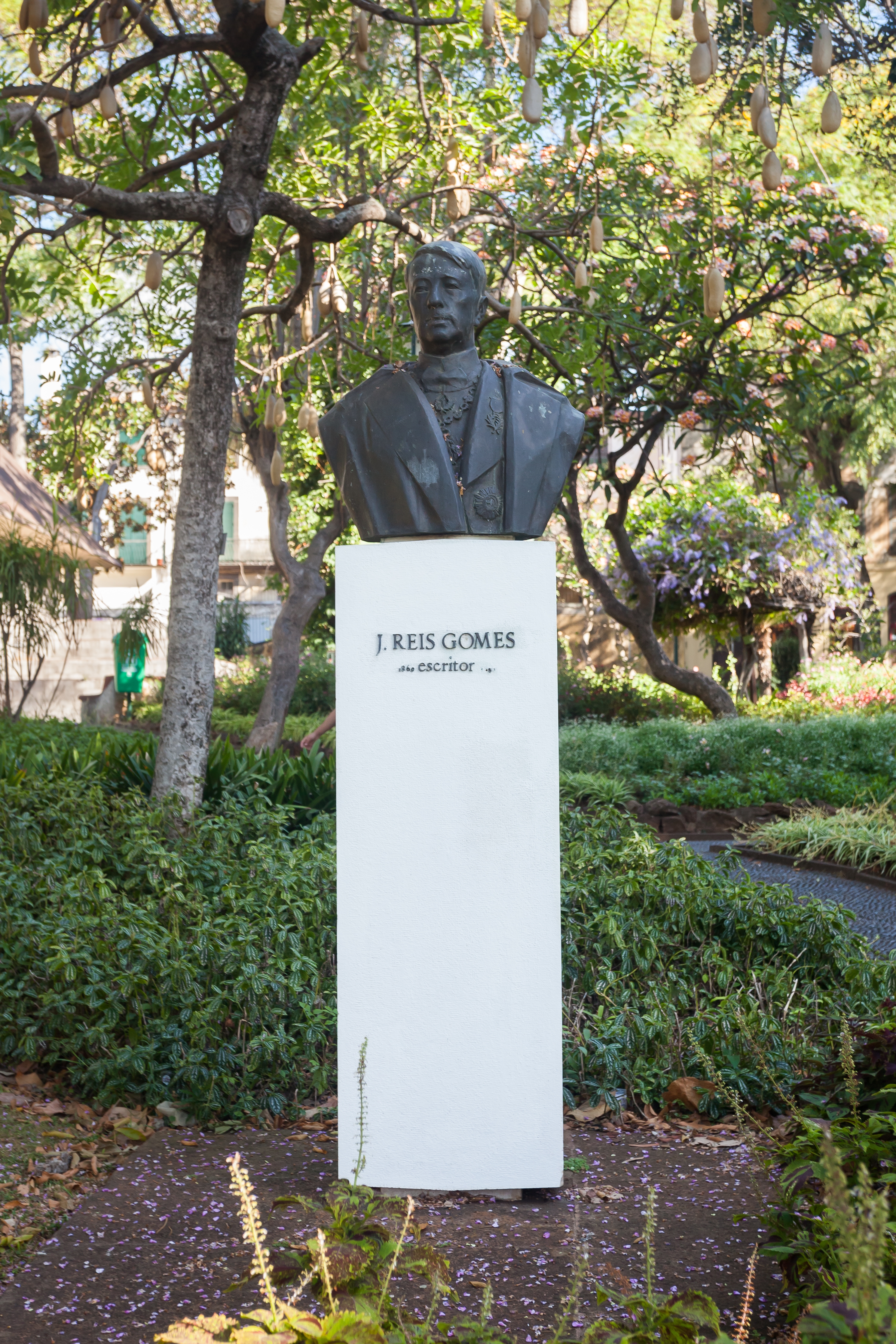
Ficheiro:2000_Busto_de_J._R._Gomes_en_Funchal._Madeira._Portugal-68.jpgBusto de João dos Reis Gomes, Funchal
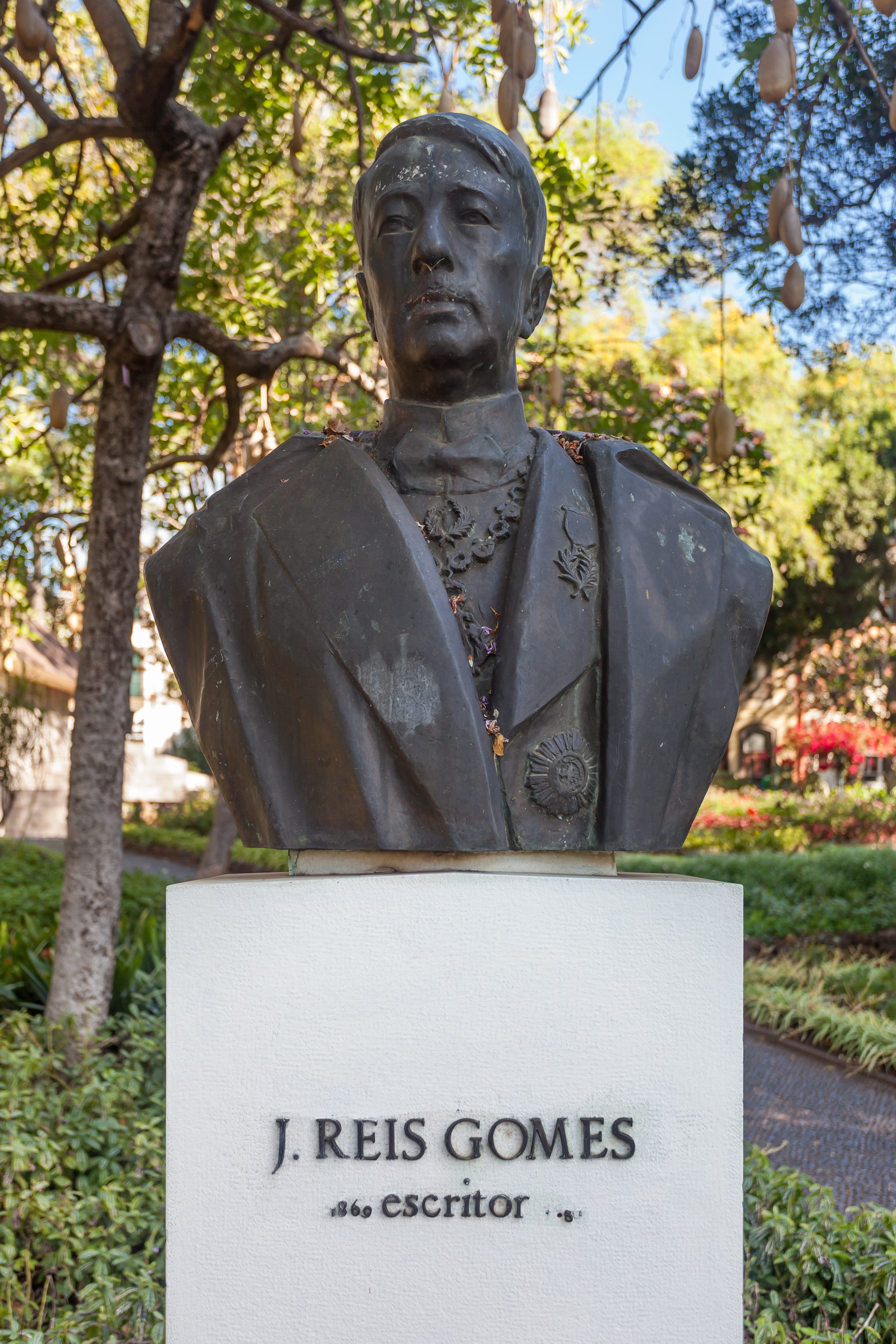
Ficheiro:2000_Busto_de_J._Reis_Gomes_en_Funchal._Madeira._Portugal-69.jpgBusto de João dos Reis Gomes, Funchal